# 피우카

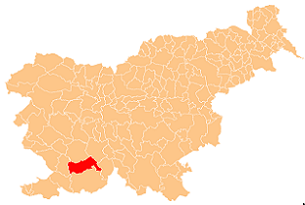
피우카의 위치

피우카(슬로베니아어: Pivka, 독일어: St. Peter in Krain 장크트페터인크라인[*], 이탈리아어: San Pietro del Carso 산피에트로델카르소[*])는 슬로베니아의 도시로 면적은 223.3km2, 높이는 547m, 인구는 5,926명(2002년 기준), 인구 밀도는 26.5명/km2이다.